# Mela Koteluk
 (octobre 2021).
Malwina Koteluk, dite Mela Koteluk, est une chanteuse polonaise, née le 3 juillet 1985 à Sulechów.

## Biographie
Mela Koteluk nait en 1985 à Sulechów, en Lubuskie. À 16 ans, sa famille déménage à Varsovie ; plus tard, elle habite Londres et Cracovie.

## Discographie

### Albums en solo
- 2012: Spadochron -  Or

### Singles principaux
- 2012: Melodia ulotna
- 2012: Wolna

## Distinctions
- Prix Fryderyk 2013 : lauréate des catégories Début Rock de l'année et Artiste Rock de l'année